# Château de Naucase
Le château de Naucase est un château situé en France sur la commune de Saint-Julien-de-Toursac, en région Auvergne-Rhône-Alpes.

## Historique
Le château de Naucaze, édifié à partir du XIIIe siècle autour d’une tour du XIIe, fut la demeure de la famille de Naucaze, seigneurs influents dans la Châtaigneraie cantalienne. Ils participèrent à des événements majeurs : croisades, rançon de Saint Louis, guerres de Religion, Révolution française. Pillé et incendié en 1792 par des habitants de Boisset, il fut plusieurs fois endommagé. La lignée s’éteint au début du XXe siècle,[source insuffisante].

### Protection
Le château est inscrit au titre des monuments historiques par arrêté du 19 mai 2003.

## Description
Construit à l’origine comme forteresse médiévale, le château comprenait un donjon, quatre tours, remparts (disparus), des puits, latrines, caves et granges. L’entrée est ornée du blason familial (lion, vache, voilier). Une cheminée monumentale, des sculptures (dont un lion) et des ouvertures asymétriques témoignent de l’intervention de différents artisans. Le domaine possédait aussi de remarquables écuries du XVIIe siècle[source insuffisante].